# .jm
.jm – domena internetowa przypisana od roku 1991 do Jamajki i administrowana przez University of the West Indies.

## Domeny drugiego poziomu
- com.jm
- net.jm
- org.jm
- edu.jm
- gov.jm
- mil.jm.